# Tandoori masala
Tandoori masala eller bara Tandoori är en kryddblandning som huvudsakligen används med en tandoor i pakistanska köket, indiska köket och afghanska köket. De exakta kryddorna varierar något bland de olika regionerna men innehåller vanligtvis garam masala, vitlök, ingefära, spiskummin, cayennepeppar och andra kryddor, samt tillsatsämnen såsom citronsaft. Kryddorna stöts ofta i en mortel.
Kryddan används framförallt i tandoori chicken där kyckling täcks med en blandning av yoghurt och tandoori masala, varpå kycklingen långsamt tillagas i tandooren. Den färdiga kyckligen har en rosafärgad utsida och en saftig insida.
Kryddan kan även användas till olika rätter och köttslag, såsom tikka eller tandoorifisk. Kryddan säljs på indiska stormarknader från olika märken och det är därför många invånare i Indien och Pakistan köper den istället för att göra den hemma.